# .55 Boys
Le munizioni .55 Boys sono un tipo di cartuccia anticarro usata dal Regno Unito durante la seconda guerra mondiale per il fucile anticarro Boys.

## Design
Il .55 Boys è una cartuccia .50 BMG con il collo modificato per accettare un proiettile calibro .55 con anima d'acciaio (per aumentarne la penetrazione) e con un cinturino aggiunto alla base del bossolo per sopportare la pesante carica del propellente. Le sue performance sono scarse se comparato a munizioni anticarro esterne al Regno Unito come la tedesca 7.92x94mm Patronen e la sovietica 14.5x114mm risultando come obsoleta molto rapidamente.

## Storia
Il concetto di un'arma di piccole dimensioni da usare come anticarro iniziò con la tedesca 13.2mm TuF, creata durante la Prima Guerra mondiale ed utilizzata contro i carri Britannici
Nel 1930, il Regno Unito iniziò a costruire un fucile anticarro contro i veicoli nemici corazzati in caso di guerra. Si iniziò dunque a lavorare sulla base del 13.2mm (0.52 in), influenzato dall'iniziale cartuccia anticarro prodotta in massa, il 13.2mm TuF, la quale utilizzava, quindi, un proiettile calibro 13mm. In ogni caso, l'idea della munizione 13.2mm fu abbandonata.
Lo sviluppo dell'attuale conosciuta .55 Boys, avvenne grazie al Capitano Henry C. Boys, un designer della Royal Small Arms Factory (Enfield). Boys morì prima che il fucile venisse ufficialmente adottato.
Il .55 Boys fu adottato e costruito insieme al Fucile anticarro Boys nel 1937 in tutto il Commonwealth delle nazioni da aziende come la Kynoch.
Comunque, quando il Regno Unito entrò nella seconda guerra mondiale, la munizione .55 Boys diventò ben presto insufficiente contro i nuovi carri armati dell'Asse del tardo 1939 e 1940. In ogni caso, gli inglesi dovettero fare affidamento su questa munizione per diversi anni in quanto non esistevano armi anticarro da fanteria migliori. Quando, nel 1943, venne introdotto il PIAT, le cariche sagomate che lanciava dettero prova di essere più efficienti contro le corazze nemiche rispetto alle munizioni .55 Boys. Il fucile Boys andò fuori servizio quando il PIAT divenne la principale arma portatile anticarro dell'esercito inglese. Nonostante la sua poca efficienza come arma anticarro, il .55 Boys venne utilizzato durante la seconda guerra mondiale sia nel teatro del Pacifico che in quello dell Atlantico e ne è stato visto l'uso da parte della Finlandia durante la guerra d'inverno e la guerra di continuazione. Dopo la fine della Grande Guerra, il .55 Boys non è stato più utilizzato per nessuna funzione rilevante.

## Varianti
La munizione .55 Boys ha avuto due maggiori varianti durante la sua esistenza, con varianti sperimentali mai utilizzate dal Regno Unito.

### Mark I
Questa è la prima variante del .55 Boys. Usa una palla da 926 gr (60 g) con anima d'acciaio con copertura in piombo con camiciatura in acciaio. Il proiettile e la versione tracciante vennero creati anche utilizzando un'anima in alluminio in modo da rendere più facile il training. Ha una velocità alla volata di circa 747 m/s (2,450 ft/s).

### Mark II
Questa variante portava una carica migliorata, per aumentarne la velocità e quindi la penetrazione. Genera una velocità alla volata di circa 884 m/s (2,899.5 ft/s).
Con un angolo ideale, il Mark II era capace di forare un'armatura di 23.2 mm (0.91 in) a 91 m (100 yd), 20.9 mm (0.82 in) a 274 m (300 yd) e 18.8 mm (0.74 in) a 457 m (500 yd). yards.

### APCR munizione con tungsteno
Lo sperimentale "composito rigido perforante" (APCR infatti sta per Armour-Piercing Composite Rigid) venne progettato nel 1942. Usa un nucleo in tungsteno invece dell'acciaio, il quale ne aumenta considerevolmente l'abilità penetrante e da una spinta alla velocità di volata rispetto al Mark II portandolo approssimativamente a 944 m/s (3100 ft/s). Differisce dal Mark I e Mark II per il suo proiettile in due sezioni. Questo modello non è mai stato utilizzato in quanto armi e munizioni anticarro migliori, quali il PIAT, entrarono già in servizio. Nonostante le migliorie, il .55 Boys risultò comunque troppo debole per distruggere i carri inviati dall'Asse.